# Yao
Los yao (chino: 瑶族; pinyin: Yáo zú) son una de las 56 minorías étnicas oficialmente reconocidas por el gobierno de la República Popular China. Su población aproximada es de 2.200.000 personas que habitan mayoritariamente en la región autónoma Zhuang de la provincia de Guangxi. También se encuentra grupos en otras regiones de China.

## Idioma
El idioma yao pertenece a la familia de lenguas hmong-mien, que algunos lingüistas consideran podría estar remotamente relacionada con las lenguas sino-tibetanas, aunque en la actualidad muchos yao utilizan el idioma de los miao o de los dong para comunicarse. El idioma yao está compuesto por diversos dialectos muy distintos entre sí. No dispone de caracteres para su escritura por lo que habitualmente se utilizan los del idioma chino.

## Historia
Los orígenes de los yao se remontan al antiguo pueblo de los wuling que vivió en lo que en la actualidad es Henan durante los periodos Qin y Han. Durante la dinastía Song, la agricultura se desarrolló de forma notable en todo el territorio de los yao.
Los yao y los miao comparten los mismos orígenes y vivieron en estrecha relación hasta la dinastía Sui cuando ambas etnias se separaron. Durante las dinastías Ming y Qing se produjo la migración de los yao hacia los territorios vecinos.

## Cultura

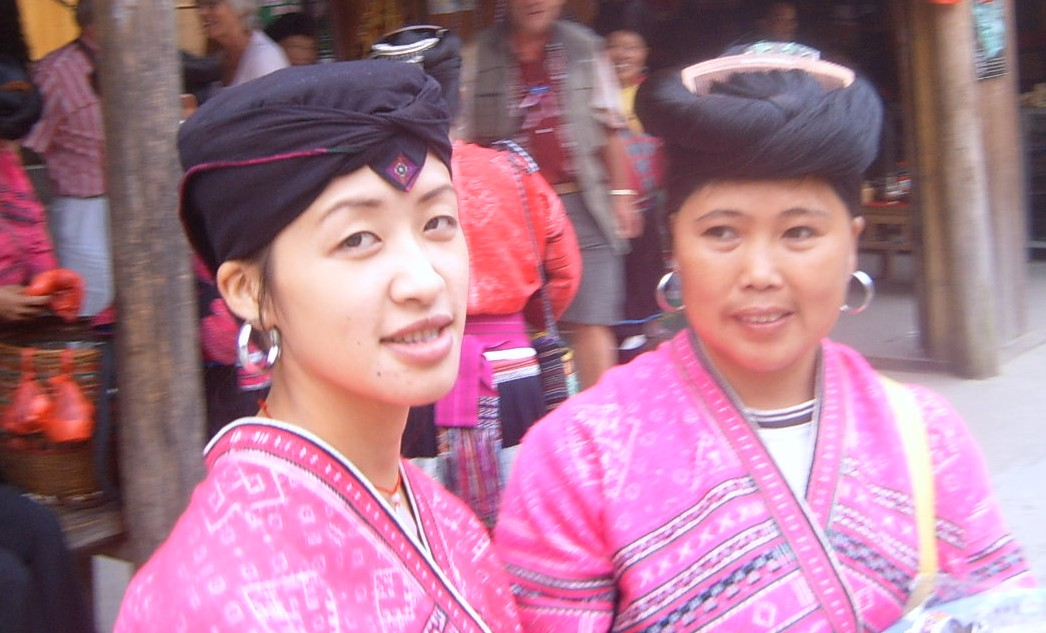
Mujeres yao.

La sociedad Yao forman una sociedad de clanes con filiación matrilineal.
Las casas típicas de los yao tienen forma rectangular y tienen una estructura realizada en madera y bambú. Normalmente consta de tres habitaciones: una sala y dos dormitorios en los laterales. Cada una de estas habitaciones dispone de un pequeño horno para cocinar.
Los hombres y las mujeres yao cubren su cabeza con una especie de bufanda de color negro o rojo. Algunas mujeres sustituyen esta bufanda por un turbante que puede adoptar diferentes formas.
El traje tradicional de las mujeres yao es de colores vistosos, al contrario que sus compañeros que suelen utilizar únicamente el color azul o el negro en sus vestimentas. Las yao suelen decorar sus camisas con adornos realizados en plata.

## Religión
La mayoría de los yao es politeísta, profesando una especial adoración hacia los espíritus de sus antepasados. Uno de los dioses principales es el "dios perro" llamado Panhu.